# 가비 (안무가)
가비(GABEE, 본명: 신가비, 한국 한자: 愼嘉庀,  1993년 11월 3일 ~ )는 대한민국의 안무가, 댄서이다. 댄스 크루 라치카의 리더이며, 엠넷의 댄스 경연 프로그램 《스트릿 우먼 파이터》를 통해 이름을 알렸다. 

## 학력
- 수원선일초등학교 (졸업)
- 남수원중학교 (졸업)
- 한림연예예술고등학교 실용무용과 (졸업)
- 서울예술대학교 공연학부 무용과 현대무용전공 전문학사 (졸업)

## 출연

### 드라마
- 2023년 tvN 패밀리 - 마영지 역

### 방송
- 2022년 4월 4일 ~ tvND ENT 거상 박명수 (웹예능)
- 2022년 10월 30일 ~ iHQ 트렌드 놀이터 엠집 (출연)
- 2023년 7월 7일 - 유튜브 소통의 神 게스트
- 2024년 11월 4일 - 싱크로유 게스트